# Теплота плавлення
Теплота́ пла́влення (ентальпі́я пла́влення) — кількість теплоти, яку необхідно надати речовині в рівноважному ізобарно-ізотермічному процесі, щоб перевести її із твердого кристалічного стану в рідкий при температурі плавлення, або ж кількість теплоти, що виділяється при кристалізації речовини.
Теплота плавлення є окремим випадком теплоти фазового переходу І роду. Вона є завжди додатною, оскільки плавлення включає подолання сил міжмолекулярного притягання у твердому тілі
Залежно від обраної одиниці вимірювання речовини розрізняють:
- питома теплота плавлення — теплота, що необхідна для плавлення 1 грама або кілограма речовини (розмірність величини у Дж/г, Дж/кг, ккал/кг тощо)
- молярна теплота плавлення — теплота, що необхідна для плавлення 1 моля речовини (розмірність величини у Дж/моль)

## Питома теплота плавлення
Питома теплота плавлення - фізична величина, що характеризує певну речовину й дорівнює кількості теплоти, яку необхідно передати твердій кристалічній речовині масою 1 кг, щоб за температури плавлення повністю перетворити її на рідину.

Питома теплота плавлення λ тіла масою m визначається за формулою:
{\displaystyle \lambda ={\frac {Q}{m}}},
де Q — кількість теплоти, отримана речовиною при плавленні (або та, що виділилася при кристалізації), m — маса речовини, що плавиться (або кристалізується).
Теплота плавлення визначається за формулою:
{\displaystyle Q=\lambda \cdot m},
де λ — питома теплота плавлення, m — маса тіла.

### Питома теплота плавлення деяких речовин
| Речовина      | Питома теплота плавлення, кДж/кг |
| ------------- | -------------------------------- |
| Алюміній      | 390                              |
| Залізо        | 277                              |
| Золото        | 66,2                             |
| Лід           | 333,5                            |
| Мідь          | 213                              |
| Нафталін      | 150                              |
| Олово         | 60,7                             |
| Платина       | 101                              |
| Ртуть         | 12                               |
| Свинець       | 25                               |
| Срібло        | 105                              |
| Цинк          | 102                              |
| Чавун (білий) | 14                               |
| Чавун (сірий) | 100                              |